# ارتش مردان نقشبندیه

لوگو

گروه نقشبندیه گروهی سنی و ملی‌گرا وابسته به عزت ابراهیم است که متشکل از حامیان صدام حسین و اعضای رژیم بعث است. این گروه خواهان براندازی حکومت شیعه در عراق، حمایت از اهل سنت عراق و عدم دخالت جمهوری اسلامی ایران در امور عراق هستند. این گروه در میان تظاهر کنندگان استان‌های سنی‌نشین عراق در سال ۲۰۱۳ نفوذ کرده و به روی نظامیان ارتش شلیک کردند. سرپرست طریقت نقشبندی طی بیانیه ای هرگونه ارتباط این گروه با طریقت نقشبندیه را رد کرده است.